# Milan Garčar
Milan Garčar (* 2. dubna 1983) je bývalý český florbalový obránce, pětinásobný mistr Česka a reprezentant.

## Klubová kariéra
Garčar s florbalem začínal v FBC Liberec v roce 1998. V tomto týmu v roce 2001 poprvé nastoupil i do nejvyšší soutěže (v té době pod názvem 1. liga). V roce 2002 přestoupil do Sparty, za kterou hrál tři roky, až do sezóny 2004/2005, ve které tým sestoupil. Následně Garčar začal hrát v týmu Tatranu Střešovice, se kterým získal během tří sezón tři mistrovské tituly. Sezónu 2009/2010 strávil ve švédské superlize v klubu IBF Falun.
Po návratu z Falunu do Tatranu vyhrál další dva tituly. Z toho ve finále sezóny 2010/2011 vstřelil rozhodující gól v prodloužení. Na následném Poháru mistrů získali s Tatranem jako druhý český tým stříbro. K tomu Garčar přispěl dvěma góly a asistencí ve vítězném semifinále a byl zařazen do All Star týmu turnaje.
Na jednu sezónu 2012/2013 odešel opět do Švédska, do klubu FC Helsingborg. V ročníku 2014/2015 působil i ve finské lize v klubu Nokian KrP a další dva roky ve švýcarské lize v Kloten Bülach Jets.
Do Sparty se vrátil v roce 2017 jako kapitán týmu. Spartu vždy dovedl do semifinále, což se týmu předtím naposledy podařilo v sezóně 2005/2006. V roce 2022 ukončil hráčskou kariéru a byl ve Spartě jednu sezónu asistentem trenéra.
V roce 2024 se krátce vrátil k trénování v klubu FBC Česká Lípa. Na konci sezóny 2024/2025 hrál za T.B.C. Králův Dvůr v zápasech o udržení v Národní lize.
Garčar byl pověstný svou "lukostřeleckou" oslavou gólu. Byl také specialistou na nájezdy.

### Sezóny
- 2000/2001 – FBC Liberec
- 2001/2002 – FBC Liberec
- 2002/2003 – Akcent Sparta Praha
- 2003/2004 – Akcent Sparta Praha
- 2004/2005 – Akcent Sparta Praha
- 2005/2006 – Tatran Techtex Střešovice – mistr
- 2006/2007 – Tatran Střešovice – mistr
- 2007/2008 – Tatran Střešovice – mistr
- 2008/2009 – Tatran Střešovice – vicemistr
- 2009/2010 – IBF Falun
- 2010/2011 – Tatran Omlux Střešovice – mistr
- 2011/2012 – Tatran Omlux Střešovice – mistr
- 2012/2013 – FC Helsingborg
- 2013/2014 – Tatran Omlux Střešovice – vicemistr
- 2014/2015 – Nokian KrP
- 2015/2016 – Kloten Bülach Jets
- 2016/2017 – Kloten Bülach Jets
- 2017/2018 – ACEMA Sparta Praha – 4. místo
- 2018/2019 – ACEMA Sparta Praha – 3. místo
- 2019/2020 – ACEMA Sparta Praha – 3. místo
- 2020/2021 – ACEMA Sparta Praha – 4. místo
- 2021/2022 – ACEMA Sparta Praha – 4. místo

## Reprezentační kariéra
Garčar reprezentoval Česko na prvním mistrovství světa juniorů v roce 2001.
Za mužskou reprezentaci hrál na mistrovstvích v letech 2006, 2008, 2010, 2012 a 2018 a na Světových hrách v roce 2017. S pěti starty na mistrovstvích světa patří k hráčům s nejvyšším počtem účastí. Na mistrovství v roce 2010 ve finských Helsinkách získal s českým týmem bronzovou medaili. Na úspěšném turnaji vstřelil pět gólů, nejdůležitější zaznamenal v zápase o třetí místo proti Švýcarům, kdy vyrovnával na 2:2. Svého posledního mistrovství v roce 2018 se zúčastnil ve 35 letech, v té době jako jako třetí nejstarší hráč v historii české reprezentace a k roku 2025 jako druhý nejstarší hráč v poli.
| Umístění         | Soutěž                                       |
| ---------------- | -------------------------------------------- |
| 5.               | Mistrovství světa ve florbale do 19 let 2001 |
| 4.               | Mistrovství světa ve florbale 2006           |
| 4.               | Mistrovství světa ve florbale 2008           |
| Bronzová medaile | Mistrovství světa ve florbale 2010           |
| 7.               | Mistrovství světa ve florbale 2012           |
| 4.               | Florbal na Světových hrách 2017              |
| 4.               | Mistrovství světa ve florbale 2018           |

## Osobní život
Garčar pracuje jako učitel tělesné výchovy na základní škole v Praze.

## Televize
Garčar působil jako florbalový komentátor na stanicích Eurosport a Nova Sport.